# Vigilanti cura
 Vigilanti cura  è un'enciclica di papa Pio XI, promulgata il 29 giugno 1936, scritta all'Episcopato degli Stati Uniti d'America e dedicata ai mezzi di comunicazione sociale, ed in particolare al cinema. I film, dice il Pontefice, non devono « servire soltanto a passare il tempo », ma « possono e debbono illuminare gli spettatori e positivamente indirizzarli al bene ».

## Argomenti
- Contesto storico: Vigilanza continua della Santa Sede
- L'esperienza americana
- Parte dottrinale.

1. L'importanza e il potere del cinema
2. La popolarità e l'impatto del cinema
3. La necessità della vigilanza

- Conseguenze pratiche

1. Gli standard della produzione
2. Gli obblighi morali

- Proposte concrete

1. La promessa
2. La classificazione dei film
3. Gli uffici nazionali
4. La cooperazione internazionale